# صولوییه (ارزوئیه)
صولوییه ، روستایی از توابع بخش صوغان شهرستان ارزوئیه در استان کرمان ایران است.

## جمعیت
این روستا در دهستان صوغان قرار دارد و براساس سرشماری مرکز آمار ایران در سال ۱۳۸۵، جمعیت آن زیر سه خانوار بوده‌است.